# Brzozówka (województwo podlaskie)
Brzozówka – wieś sołecka w północno-wschodniej Polsce, położona w województwie podlaskim, w powiecie augustowskim, w gminie Bargłów Kościelny. Leży na wysokości 126 metrów nad poziomem morza. Brzozówka znajduje się około 4 kilometry na wschód od Bargłowa Kościelnego, 12 kilometrów na południowy zachód od Augustowa oraz 75 kilometrów na północ od stolicy województwa - Białegostoku. Populacja wsi wynosi 364 osoby. W miejscowości znajduje się 26 gniazd bociana białego.
Wieś dóbr goniądzko-rajgrodzkich Mikołaja II Radziwiłła. Wieś starostwa augustowskiego w ziemi bielskiej województwa podlaskiego w 1795 roku.
Według danych z 1827 roku, znajdowało się tu 40 domostw, zamieszkiwanych przez 208 osób. W 1880 roku liczba domostw wynosiła zaś 50, a liczba mieszkańców − 537. W 1929 r. liczba mieszkańców to 502 osoby. Był tu bednarz, cieśla i krawiec. W latach 1975–1998 miejscowość administracyjnie należała do województwa suwalskiego.